# Скляренко, Лидия Андреевна
Лидия Андреевна Скляренко (род. 1 сентября 1944) — украинская советская деятельница, старшая птичница Мариупольской птицефабрики Волновахского района Донецкой области. Депутат Верховного Совета СССР 8-9-го созывов.

## Биография
Родилась в крестьянской семье. Образование среднее.
С 1962 по 1970 год работала дояркой.
С 1970 года — старшая птичница Мариупольской птицефабрики треста «Донецкптицепром» Волновахского района Донецкой области.
Потом — на пенсии в Донецкой области.

## Награды
- орден Трудового Красного Знамени
- медаль «За доблестный труд. В ознаменование 100-летия со дня рождения Владимира Ильича Ленина» (1970)
- медали